# Arturo Tofanelli
Arturo Tofanelli (Cerreto Guidi, 10 maggio 1908 – Milano, 2 settembre 1994) è stato uno scrittore, giornalista e traduttore italiano.

## Biografia
Arturo Tofanelli nasce il 10 maggio 1908 a Lazzeretto (frazione di Cerreto Guidi) da Leopoldo Tofanelli e Faustina Salvadori, secondogenito di tre fratelli.
Nel 1925 si trasferisce con la famiglia a Milano. Qui Tofanelli finisce il liceo; nella capitale lombarda ha inizio la sua carriera di giornalista.
Fonda a soli 19 anni il settimanale Epoca Nuova (otto pagine in formato quotidiano) e inizia a pubblicare racconti sul periodico Meridiano di Roma. Nel 1933 arriva in finale al Premio Bagutta con i racconti contenuti nella raccolta Impossibilità di vivere. Nello stesso periodo è redattore della Fiera Letteraria.
La svolta professionale arriva con la Mondadori Editore. A partire dal 1939 Tofanelli lavora in esclusiva per la casa editrice lombarda. Il suo primo incarico è la direzione della collana Lo Specchio, prima collana mondadoriana dedicata alla poesia. Il suo nome è legato indissolubilmente al settimanale Tempo, fondato proprio nel 1939. Pochi mesi dopo la nascita (7 giugno) Tofanelli è nominato redattore capo (settembre 1939 - 1943).
 
Dopo l'8 settembre 1943 ripara in Svizzera, da cui torna a guerra conclusa. Nel 1945 accetta l'incarico di redattore capo dell'Avanti!. Riceve in regalo la proprietà della testata Tempo dalla Mondadori (in quel periodo impegnata ad allargare il bacino dei lettori di libri), trova un nuovo editore in Aldo Palazzi e il 17 gennaio 1946 Tempo ritorna in edicola. Tofanelli guiderà ininterrottamente il settimanale per ventidue anni, fino al 1968. Tempo diventa uno dei più diffusi rotocalchi italiani di attualità, secondo solo a L'Europeo di Arrigo Benedetti. Tofanelli tiene personalmente la rubrica di dialogo con i lettori. Dal 1953 al 1957 ospita le celebre rubrica "Battibecco" di Curzio Malaparte. Tofanelli si era recato personalmente a Parigi, dove risedeva lo scrittore toscano, ed era riuscito a convincerlo a ritornare in Italia.
L'altro fiore all'occhiello di Tofanelli è la rivista Pirelli, dedicata alle produzioni della nota casa, con particolare risalto agli pneumatici per autoveicoli. Diretta fino al 1957, Tofanelli la fa diventare, da semplice rivista di settore, un prodotto attraente e piacevole.
Dopo la conclusione dell'esperienza con Tempo, Tofanelli si dedica all'editoria. Inventa il periodico Successo, primo esempio di mensile dedicato all'economia, e crea due nuovi settimanali, Il Lombardo (formato quotidiano, 48 pp., uscito nel 1973) e Lo Speciale. Il suo maggiore collaboratore in queste iniziative è Francesco Frigieri. Esse però non riscuotono il successo sperato. Parallelamente all'attività giornalistica Tofanelli è traduttore e narratore.
Muore il 2 settembre 1994 a Milano in una clinica dove è ricoverato per una broncopolmonite. Viene sepolto nel cimitero di Bruzzano.

## Premi e riconoscimenti
Nel 1957 viene insignito del Premio Viareggio, ex aequo con Italo Calvino e Natalia Ginzburg, per la raccolta L'uomo d'oro.

## Vita privata
Si sposa tre volte, la prima nel 1935 con Marta Stevanini e la seconda nel 1948 con Marta Somarè. Legatosi sentimentalmente con l'attrice Dorian Gray negli anni sessanta, la coppia ha un figlio, Massimo Arturo, nato nel 1963. Nel 1970 Tofanelli celebra il terzo e ultimo matrimonio con Jole Frigeri.

## Opere principali

### Racconti
- Gli astri fanno all'amore, Milano, Istituto Editoriale Nazionale, 1928
- Impossibilità di vivere, Milano, Istituto Editoriale Nazionale, 1933
- Il fiume rosso, Milano, Primi piani, 1938
- L'uomo d'oro, Milano, Mondadori, 1957

### Saggi
- Splendori del vino attraverso i tempi, Milano, Istituto Editoriale Nazionale, 1928
- Il cielo di Nuova York, Milano, Edizioni della Meridiana, 1955
- Memorie imperfette: con i grandi del secolo terribile, Milano, GEI, 1986 ISBN 88-345-0027-X.

### Curatele
- Le opere del fascismo nel decennale, Milano, Istituto Editoriale Nazionale, 1933
- Il 1951 nel mondo: terrori e speranze, Milano, Milano nuova, 1951

## Filmografia
- Marcia o crepa, regia di Frank Wysbar (1962) (soggetto e produzione)